# Nozeroy
Nozeroy é uma comuna francesa na região administrativa de Borgonha-Franco-Condado, no departamento de Jura. Estende-se por uma área de 3,74 km². Em 2010 a comuna tinha 436 habitantes (densidade: 116,6 hab./km²).